# Liste der Baudenkmäler in Aachen-Kornelimünster
Die Liste der Baudenkmäler in Aachen-Kornelimünster enthält die denkmalgeschützten Bauwerke auf dem Gebiet von Aachen-Kornelimünster, Stadtbezirk Kornelimünster/Walheim, in Nordrhein-Westfalen (Stand: 27. September 2016). Diese Baudenkmäler sind in der Denkmalliste der Stadt Aachen eingetragen; Grundlage für die Aufnahme ist das Denkmalschutzgesetz Nordrhein-Westfalen (DSchG NRW).

## Denkmäler
Diese Teilliste der Liste der Baudenkmäler in Aachen umfasst alphabetisch nach Straßennamen sortiert die Baudenkmäler auf dem Gebiet der 1972 nach Aachen eingemeindeten Teile der Gemeinde Kornelimünster, der heutigen Aachener Gemarkung Kornelimünster.
| Bild                                           | Bezeichnung                                    | Lage                                       | Beschreibung | Bauzeit                                   | Eingetragen seit | Denkmal- nummer |
| ---------------------------------------------- | ---------------------------------------------- | ------------------------------------------ | --- | ----------------------------------------- | ---------------- | --------------- |
| Haus (Teile)                                   | Haus (Teile)                                   | Abteigarten 6 Karte                        | Teil der ehemaligen Reichsabtei Kornelimünster; fünfflügelige Schlossanlage mehrheitlich in Stil des Spätbarocks; heute Sitz der Dauerausstellung "Kunst aus NRW" | 1721                                      |                  |                 |
| Altbau der Grundschule                         | Altbau der Grundschule                         | Abteigarten 11–13 Karte                    | Architekt: Peter Salm. Zweigeschossiges, achtachsiges verputztes Schulgebäude über rechteckigem Grundriss mit Walmdach. Kellergeschoss mit Bruchstein verkleidet, hochrechteckige Fensteröffnungen mit Hausteinumrahmungen. | 1937–1939                                 |                  |                 |
| ehemal. Bahnhofsgebäude                        | ehemal. Bahnhofsgebäude                        | Am Bahnhof 2–4 Karte                       | Bahnhof der stillgelegten Eisenbahnstrecke zwischen Aachen und Ulflingen; 1984 stillgelegt; heute Ausflugslokal | vor 1885                                  |                  |                 |
| Wohnhäuser                                     | Wohnhäuser                                     | Am Berg 2 Karte                            | |                                           |                  |                 |
| Wohnhäuser                                     | Wohnhäuser                                     | Am Berg 4, 6 Karte                         | |                                           |                  |                 |
| Wohnhäuser                                     | Wohnhäuser                                     | Am Berg 8 Karte                            | |                                           |                  |                 |
| Wohnhäuser                                     | Wohnhäuser                                     | Am Berg 10, 12 Karte                       | |                                           |                  |                 |
| Wohnhäuser                                     | Wohnhäuser                                     | Am Berg 14, 16 Karte                       | Haus-Nr. 14 war u. a. Wohnung des Gerichtsschreibers, Treffpunkt für heilige Messen und ist seit 1912 Standort der Schreinerei Brammertz. Eine extra angebaute Remise bot Jean Joseph Tranchot bei seinen Kartierungsaufträgen in der Region Platz für Kutsche und Pferde. In den 1990er Jahren wurde dieses verfallene Baudenkmal von Eduard Brammertz gerettet und kernsaniert. | 1789                                      |                  |                 |
| Wohnhäuser                                     | Wohnhäuser                                     | Am Berg 18 Karte                           | |                                           |                  |                 |
| Wohnhäuser                                     | Wohnhäuser                                     | Am Berg 22, 24 Karte                       | |                                           |                  |                 |
| Wohnhäuser                                     | Wohnhäuser                                     | Am Berg 26 Karte                           | |                                           |                  |                 |
| Küsterwohnung                                  | Küsterwohnung                                  | Benediktusplatz 1–3 Karte                  | zweigeschossiges Bruchsteindoppelhaus mit Satteldach | 16. Jh.                                   |                  |                 |
| Pfarrheim                                      | Pfarrheim                                      | Benediktusplatz 5 Karte                    | 1976 umgebautes Wohnhaus nach Plänen von Leo Hugot | 1888                                      |                  |                 |
| Wohnhäuser                                     | Wohnhäuser                                     | Benediktusplatz 7, 9, Karte                | Restaurierung 1955 | 1668                                      |                  |                 |
| Wohnhäuser                                     | Wohnhäuser                                     | Benediktusplatz 11, 13, 15, 17 Karte       | Nr. 17 (rechts) soll das schmalste Haus in NRW sein; | 18. Jh.                                   |                  |                 |
| Wohnhäuser                                     | Wohnhäuser                                     | Benediktusplatz 19 Karte                   | |                                           |                  |                 |
| Wohnhäuser                                     | Wohnhäuser                                     | Benediktusplatz 2, 4 Karte                 | Fachwerkfassade mit Andreaskreuzen an Haus-Nr. 2 | 1480 (Nr. 2)                              |                  |                 |
| Wohnhäuser                                     | Wohnhäuser                                     | Benediktusplatz 8, 10, 12, 14 Karte        | | 1876 (Nr. 10) 1735 (Nr. 12)               |                  |                 |
| Wohnhäuser                                     | Wohnhäuser                                     | Benediktusplatz 18, 20, 22 Karte           | Haus-Nr. 20: „Haus zur Lilie“, spätgotisches Fachwerkhaus mit vollständig erhaltenem Dach, rückseitiger Giebelwand, Deckenbalken und Kamin | 1438 (Nr. 20)                             |                  |                 |
| Wohnhäuser                                     | Wohnhäuser                                     | Benediktusplatz 24 Karte                   | ehemaliges Brauhaus, der rechte Hausteil mit Dachstuhl stammt im Kern aus den Jahren 1490/1491, der linke Teil an der Ecke zur Korneliusstraße wurde erst 1630 angebaut. | 1490/1491 (re. Hälfte) 1630 (li. Hälfte)  |                  |                 |
| weitere Bilder                                 | Antoniuskapelle                                | Breiniger Straße 2 Karte                   | Bruchsteinkapelle auf den Fundamenten einer Kapelle aus dem Jahre 1718, erbaut von Abt Ludwig von Sickingen | 1756/57                                   |                  |                 |
| Wohnhaus (Teile)                               | Wohnhaus (Teile)                               | Breiniger Straße 4 Karte                   | |                                           |                  |                 |
| Wohnhäuser                                     | Wohnhäuser                                     | Breiniger Straße 8, 10, 12 Karte           | ehemaliges Brauhaus | um 1630                                   |                  |                 |
| Wegekreuz                                      | Wegekreuz                                      | Breiniger Straße Karte                     | Hohes, verblasstes Gedenkkreuz aus Blausteinkreuz auf Sockel; Das vormalige Grabkreuz wurde 1965 von der Gemeinde vom Friedhof Kornelimünster an der Breiniger Straße aufgestellt. Hohlkehlen am Übergang von Kreuzstamm zum Querbalken; Umlaufende Nut im oberen Sockelbereich, Hohlkehle als Sockelabschluss. Denkmalschutz. Inschrift, teilweise nicht mehr vollständig leserlich: „Hier ruhen die Gebeine der wohlgebornen ledigen Maria Josepha Theodora Minderiahn und deren Bruder des hochwürdigen Herrn Carl Bartholomaeus Minderiahn. Erstere starb 1835 am 6. Maerz im 87. Jahre ihres Alters. Letzterer starb 1836 am 8. Februar im 84. Jahre seines Alters im 60. seines Priesterstandes. Beide waren ein schoenes Muster von Tugend und Froemmigkeit. Gleichwie Jesus gestorben und auferstanden ist, so wird Gott alle die in ihm gestorben sind mit ihm heimführen / Thessal 4/13“ | 1835/1836                                 |                  |                 |
| ehem. Pfarrkirche St. Stephanus                | ehem. Pfarrkirche St. Stephanus                | Dorffer Straße 2 Karte                     | älteste Bausubstanz aus dem 8. Jh.; Hauptkirche aus dem 15. bzw. 17. Jh. | 12. Jh (Erwähnung)                        |                  |                 |
| Wohnhäuser                                     | Wohnhäuser                                     | Dorffer Straße 4, 6 Karte                  | |                                           |                  |                 |
| "Gut Fronhof"                                  | "Gut Fronhof"                                  | Fronhofer Weg 11, 13 Karte                 | mehrflügelige Hofanlage aus Backstein und Bruchsteingewänden; zweigeschossiges Wohnhaus dem 18. Jh. mit Krüppelwalmdach; Wirtschaftsgebäude z. T. jünger und verändert; 1655 datierte Reliefplatte mit Abtswappen; | 18. Jh.                                   |                  |                 |
| Brücke über Iternbach                          | Brücke über Iternbach                          | Straße Iternberg - Vennbahnweg Karte       | Teil der ehemaligen Industriebahn nach Luxemburg, | 1885                                      |                  |                 |
| Gewerbegebäude                                 | Gewerbegebäude                                 | Iternberg 34 Karte                         | ehemaliges Gaswerk | 1901                                      |                  |                 |
| Wohnhaus                                       | Wohnhaus                                       | Iternberg 43 und 43a Karte                 | |                                           |                  |                 |
| Wohnhaus                                       | Wohnhaus                                       | Iternberg 45 Karte                         | |                                           |                  |                 |
| Wohnhaus                                       | Wohnhaus                                       | Iternberg 85 Karte                         | Dreiflügeliger Bruchsteinhof mit zweigeschossigem Wohnhaus, zum Teil mit Blausteingewänden, Veränderungen im 18. Jh. | 16./17. Jh.                               |                  |                 |
| Wohnhaus                                       | Wohnhaus                                       | Klauser Straße 2 Karte                     | |                                           |                  |                 |
| Wohnhaus                                       | Wohnhaus                                       | Klauser Straße 4 Karte                     | |                                           |                  |                 |
| Wohnhäuser                                     | Wohnhäuser                                     | Klauser Straße 6, 8 10 Karte               | |                                           |                  |                 |
| Wohnhaus                                       | Wohnhaus                                       | Klauser Straße 16 Karte                    | |                                           |                  |                 |
| Wohnhaus (Teile)                               | Wohnhaus (Teile)                               | Klauser Straße 18 Karte                    | |                                           |                  |                 |
| Wohnhaus                                       | Wohnhaus                                       | Klauser Straße 42 Karte                    | |                                           |                  |                 |
| Klause (Kapelle Maria im Schnee)               | Klause (Kapelle Maria im Schnee)               | Klauser Straße 43 Karte                    | Ehemalige Einsiedelei im Naturschutzgebiet Klauserwäldchen/Frankenwäldchen | 1658                                      |                  |                 |
| Wohnhäuser (Teile)                             | Wohnhäuser (Teile)                             | Klauser Straße 44, 46 Karte                | |                                           |                  |                 |
| Wohnhaus (Teile)                               | Wohnhaus (Teile)                               | Klauser Straße 48 Karte                    | |                                           |                  |                 |
| Wohnhaus                                       | Wohnhaus                                       | Klauser Straße 49 Karte                    | |                                           |                  |                 |
| Wohnhäuser                                     | Wohnhäuser                                     | Klauser Straße 50, 52 Karte                | |                                           |                  |                 |
| Wohnhäuser                                     | Wohnhäuser                                     | Korneliusmarkt 2 Karte                     | "Der Eulenspiegel" |                                           |                  |                 |
| Wohnhäuser                                     | Wohnhäuser                                     | Korneliusmarkt 4, 6 Karte                  | "In der Gerichtsstube" (Nr. 6) |                                           |                  |                 |
| Wohnhaus                                       | Wohnhaus                                       | Korneliusmarkt 3 Karte                     | ehemaliges Bürgermeisteramt (1830), später Schule (bis 1930), danach Sparkasse |                                           |                  |                 |
| Wohnhäuser (Teile)                             | Wohnhäuser (Teile)                             | Korneliusmarkt 8, 10 Karte                 | |                                           |                  |                 |
| Wohnhäuser                                     | Wohnhäuser                                     | Korneliusmarkt 12 Karte                    | "Nikolaushospital"; Ursprünge 12. Jh., das Wohnhaus erbaut um 1407, die unteren beiden Stockwerke stammen von 1670. Links in diesem Haus befand sich eine Kapelle, deren halbrunde Apsis noch in dem Kellerraum des Hauses zu erkennen ist. Die Kapelle soll im frühen Mittelalter zu einem der Wehrtürme, Am Berg, gehört haben. | 1407 / 1670                               |                  |                 |
| WohnHaus / Gaststätte                          | WohnHaus / Gaststätte                          | Korneliusmarkt 14 Karte                    | |                                           |                  |                 |
| Wohnhäuser (Teile)                             | Wohnhäuser (Teile)                             | Korneliusmarkt 16–18 Karte                 | "Archelei" (Nr. 16/18) |                                           |                  |                 |
| Wohnhäuser                                     | Wohnhäuser                                     | Korneliusmarkt 22, 28, 30 Karte            | "Die große Glocke" (Nr. 22); "Im Kaiser" (Nr. 30), Kreuzstockfenster von 1630; | 1614 (Nr. 30)                             |                  |                 |
| Wohnhaus                                       | Wohnhaus                                       | Korneliusmarkt 24 Karte                    | "Die kleine Glocke" |                                           |                  |                 |
| Wohnhaus                                       | Wohnhaus                                       | Korneliusmarkt 26 Karte                    | | 1705                                      |                  |                 |
| Wohnhäuser                                     | Wohnhäuser                                     | Korneliusmarkt 32–34 Karte                 | |                                           |                  |                 |
| Wohnhäuser                                     | Wohnhäuser                                     | Korneliusmarkt 36,38 Karte                 | "Arche Marjohn" (Nr. 38) benannt nach einem vorm. jüdischen Eigentümer |                                           |                  |                 |
| Wohnhaus                                       | Wohnhaus                                       | Korneliusmarkt 42 Karte                    | |                                           |                  |                 |
| Wohnhäuser                                     | Wohnhäuser                                     | Korneliusmarkt 50 Karte                    | | 1514                                      |                  |                 |
| weitere Bilder                                 | Wohnhäuser                                     | Korneliusmarkt 52, 54, 56 Karte            | Haus-Nr. 52: Bruchsteinfassade aus dem späten 18. Jh., dahinter spätgotisches Gebäude, Erbauungsjahr 1476, das rückwärtig im Jahr 1552 erweitert wurde. Haus-Nr. 54: spätgotisches Fachwerkbau mitsamt Dachstuhl, wurde spätestens im 18. Jahrhundert in zwei Hälften geteilt Haus.Nr. 56.: "Im Stern" | 1476 (Nr. 52) 1468 (Nr. 54) 1480 (Nr. 56) |                  |                 |
| weitere Bilder                                 | Propsteikirche St. Kornelius                   | Korneliusmarkt Karte                       | ehemalige Abteikirche der Benediktiner, 1804 Pfarrkirche, 5-schiffige Kirche mit vorw. gotischem Baustil, 14./15. Jh. erweitert mit romanischen Anteilen, oktogonaler Kapellenanbau im 18. Jh. | 9. Jh.                                    |                  |                 |
| Wohnhäuser                                     | Wohnhäuser                                     | Korneliusstraße 2, 4 Karte                 | | 1752 (Nr. 2) / 1736 (Nr. 4)               |                  |                 |
| Wohnhäuser                                     | Wohnhäuser                                     | Korneliusstraße 6, 8 Karte                 | | 1756 (Nr. 8)                              |                  |                 |
| Wohnhäuser                                     | Wohnhäuser                                     | Korneliusstraße 10, 12–14, 16 Karte        | | 1836 (Nr. 12) 1826 (Nr. 14)               |                  |                 |
| Wohnhäuser                                     | Wohnhäuser                                     | Korneliusstraße 5, 7, 9 Karte              | | 1788 (Nr. 7 und 9)                        |                  |                 |
| Wohnhäuser                                     | Wohnhäuser                                     | Korneliusstraße 11 Karte                   | | 1666                                      |                  |                 |
| Wohnhäuser                                     | Wohnhäuser                                     | Korneliusstraße 19, 21, 23 Karte           | | 1752 (Nr. 19) 1741 (Nr. 21)               |                  |                 |
| Wohnhäuser                                     | Wohnhäuser                                     | Korneliusstraße 25 Karte                   | |                                           |                  |                 |
| Wohnhaus                                       | Wohnhaus                                       | Korneliusstraße 32 Karte                   | |                                           |                  |                 |
| Wohnhäuser                                     | Wohnhäuser                                     | Korneliusstraße 36 Karte                   | |                                           |                  |                 |
| Wohnhäuser                                     | Wohnhäuser                                     | Korneliusstraße 38 Karte                   | |                                           |                  |                 |
| Wohnhäuser                                     | Wohnhäuser                                     | Korneliusstraße 39a, 41 Karte              | |                                           |                  |                 |
| Wohnhäuser                                     | Wohnhäuser                                     | Korneliusstraße 43–45 Karte                | |                                           |                  |                 |
| "Gut Lufterhof"                                | "Gut Lufterhof"                                | Lufter Weg 11, 11a, 11b Karte              | Vierflügeliger weiß geschlämmter Hof in Backstein und Bruchstein; langgestrecktes zweigeschossiges Wohnhaus mit Gewänden aus Blaustein, anlage dient heute u. a. als Reiterhof und Reitschule | 18./19. Jh.                               |                  |                 |
| Wohnhäuser                                     | Wohnhäuser                                     | Lufter Weg 13 Karte                        | Seitentrakt des "Gut Lufterhofs" |                                           |                  |                 |
| Wohnhaus                                       | Wohnhaus                                       | Napoleonsberg 52 Karte                     | |                                           |                  |                 |
| Wohnhäuser                                     | Wohnhäuser                                     | Napoleonsberg 68, 70 Karte                 | |                                           |                  |                 |
| Wohnhaus                                       | Wohnhaus                                       | Napoleonsberg 96 Karte                     | |                                           |                  |                 |
| Fabrikgebäude                                  | Fabrikgebäude                                  | Napoleonsberg 102–104 Karte                | 1839–1970 Fabrikanlage und Wohnhaus der Abtei-Bräu Josef Schmitz KG, heute Künstlerwerkstatt |                                           |                  |                 |
| Wohnhaus (Teile)                               | Wohnhaus (Teile)                               | Napoleonsberg 124 Karte                    | |                                           |                  |                 |
| Wohnhaus                                       | Wohnhaus                                       | Napoleonsberg 126 Karte                    | |                                           |                  |                 |
| Wohnhäuser                                     | Wohnhäuser                                     | Napoleonsberg 132 Karte                    | | 1903                                      |                  |                 |
| Wohnhäuser                                     | Wohnhäuser                                     | Napoleonsberg 134 Karte                    | |                                           |                  |                 |
| Wohnhaus (Teile)                               | Wohnhaus (Teile)                               | Napoleonsberg 136 Karte                    | |                                           |                  |                 |
| Wohnhaus                                       | Wohnhaus                                       | Napoleonsberg 188 Karte                    | |                                           |                  |                 |
| Wohnhaus                                       | Wohnhaus                                       | Napoleonsberg 192 Karte                    | |                                           |                  |                 |
| Neue Benediktinerabtei Kornelimünster          | Neue Benediktinerabtei Kornelimünster          | Oberforstbacher Straße 69b, 69c, 69d Karte | auf Veranlassung Niederländischer Benediktinermönche erbaut; diente von 1948 bis 1987 als Realschule; 2011/2012 komplette Kernsanierung zum Wohnobjekt | 1906                                      |                  |                 |
| Neue Benediktinerabtei (ohne Kirche)           | Neue Benediktinerabtei (ohne Kirche)           | Oberforstbacher Straße 71 Karte            | zum denkmalgeschützten Teil zählen nur das Vorgebäude- und die Seitentrakte ohne die neuere Kirche im Hintergrund | 1906                                      |                  |                 |
| Wohnhäuser                                     | Wohnhäuser                                     | Promenade 1, 3 Karte                       | ehemalige Abteimühle Kornelimünster, Braumühle, später Textilwerk Rohland; aus- und umgebaut von Gotthard Startz 1837, eingeschossiges Frontgebäude in Bruchstein mit Tordurchfahrt aus Blaustein. Westl. anschließend ein dreigeschossiges, sechsachsiges, weiß geschlämmtes Backsteingebäude mit einem späteren Anbau. | 1837                                      |                  |                 |
| Abteitor                                       | Abteitor                                       | Promenade 2 Karte                          | altes Abteitor; Teil der ehemaligen Reichsabtei Kornelimünster. Zwei Doppeltürme mit Tordurchgängen, die inneren stammen von 1498 (gotisch) und sind die ältesten sichtbaren, nicht kirchlichen Gebäudeteile in Kornelimünster, die vorderen Türme von 1682 (Barock). | 1498/1682                                 |                  |                 |
| Wohnhäuser                                     | Wohnhäuser                                     | Promenade 9 Karte                          | Teil des ehemaligen Textilwerks Rohland; siehe Promenade 1–3, Aus-, Um- und Neubau des ehemaligen Brauereigebäudes mit der Abteimühle Kornelimünster durch Gotthard Startz 1837. Rückwärtiger Fabrikbau als dreigeschossiges weiß geschlämmtes Backsteingebäude, giebelständig in 3:9 Achsen (mit achtachsiger Erweiterung) mit Blausteinfensterbänken und Flachgiebel mit einem halbrunden Fenster. | 1837                                      |                  |                 |
| Wohnhäuser                                     | Wohnhäuser                                     | St. Gangolfsberg 2 Karte                   | |                                           |                  |                 |
| Wohnhäuser                                     | Wohnhäuser                                     | St. Gangolfsberg 4, 4a, 4b Karte           | |                                           |                  |                 |
| Wohnhäuser                                     | Wohnhäuser                                     | Schildchenweg 4, 6 Karte                   | |                                           |                  |                 |
| weitere Bilder                                 | jüdischer Friedhof                             | Schildchenweg Karte                        | evtl. bereits im 17. Jh angelegt, 1935 stillgelegt | vor 1852                                  |                  |                 |
| Wohnhaus                                       | Wohnhaus                                       | Schulberg 18 Karte                         | ehemalige „St. Gangolfskapelle“; gotischer Bruchsteinbau auf dem Fundament eines romanischen Vorgängerbaus, dreiseitiger Chor mit Ausrichtung nach Norden. Um 1410 Kapelle St. Nikolaus mit angeschlossenem Hospiz für seuchenkranke Pilger (Lepra, Pest, Cholera), die Toten wurden auf dem davor liegenden Sonderfriedhof (heute Garten) bestattet. 16. Jahrhundert: Eremitage, 1802 zu Wohneinheiten umgebaut, von 1906 bis 1974 Altersheim „Herz-Jesu-Kloster“ mit angeschlossenem Kindergarten, seitdem Jugendtreff | 15./16. Jh.                               |                  |                 |
| Wohnhäuser                                     | Wohnhäuser                                     | Steinkaulplatz 1, 3–5 Karte                | |                                           |                  |                 |
| Wohnhäuser                                     | Wohnhäuser                                     | Steinkaulplatz 7–9 Karte                   | | 1701                                      |                  |                 |
| Wohnhäuser                                     | Wohnhäuser                                     | Steinkaulplatz 4 Karte                     | |                                           |                  |                 |
| Wohnhäuser                                     | Wohnhäuser                                     | Steinkaulplatz 6, 8 (Teile) Karte          | |                                           |                  |                 |
| Abflusskanal "Höllenloch"                      | Abflusskanal "Höllenloch"                      | Steinkaulplatz Karte                       | ca. 3,55 m langer und 4,25 m hoher Kanalraum mit karolingischem Gewölbe. Insgesamt ist der unterirdische Teil des Kanals 94,20 m lang. Auf Grund der Gewölbekonstruktion wird die Entstehung des Kanals auf das 9. Jh. datiert. | 9. Jh.                                    |                  |                 |
| Wohnhäuser                                     | Wohnhäuser                                     | Unter den Weiden 8 Karte                   | |                                           |                  |                 |
| Viadukt über das Iterbachtal und dem Iternberg | Viadukt über das Iterbachtal und dem Iternberg | Vennbahnweg Karte                          | Teil der ehemaligen Industriebahn nach Luxemburg, 5-bogiger Bruchsteinviadukt mit Fluchterkern und Blausteinabdeckungen auf den Wangen, 1982 stillgelegt, heute Fuß- und Radweg | 1885                                      |                  |                 |
| Wohnhaus                                       | Wohnhaus                                       | Venwegener Straße 18 Karte                 | |                                           |                  |                 |
| Wohnhaus                                       | Wohnhaus                                       | Venwegener Straße 38 Karte                 | |                                           |                  |                 |
| Wohnhaus                                       | Wohnhaus                                       | Venwegener Straße 44–46 Karte              | |                                           |                  |                 |
| "Gut Schlauser Mühle"                          | "Gut Schlauser Mühle"                          | Venwegener Straße 60, 64 Karte             | ehem. Schlauser Mühle; zweigeschossiges weiß geschlämmtes Mühlengebäude in Bruchstein mit fünf Achsen und Blausteingewänden; spätere Anbeuten zum Tiel in Backstein; größere Umbaumaßnahmen 1830; rechts anschließend ein ebenfalls weiß geschlämmter Bruchstein-Winkelhof, datiert mit 1830, Kern älter | 18./19. Jh.                               |                  |                 |
| Anna-Bildstock                                 | Anna-Bildstock                                 | Venwegener Straße 70 Karte                 | ehemals verputzte Wegekapelle; Türe mit Blausteingewänden, vergittert, Satteldach | 18. Jh.                                   |                  |                 |